# L'Alba Del Mondo
«L'Alba Del Mondo», canción adaptada para el cuarteto vocal de cantantes masculinos Il Divo; para el tenor suizo Urs Bühler, el barítono español Carlos Marín, el tenor estadounidense David Miller y el cantante pop francés Sébastien Izambard, que grabaron la canción para el álbum The Promise en 2008.
La adaptación proviene de la canción italiana I Knew I Loved You, la famosa canción basada en la original Deborah's Theme de Ennio Morricone, de la banda sonora de la película Once Upon A Time In America (Érase una vez en América).
La canción es interpretada a cuatro voces masculinas por Il Divo, escrita por Alan Bergman y Marilyn Bergman, y compuesta por Ennio Morricone para voz, piano y guitarra.